# El Kantara
El Kantara (arab. ‏القنطرة‎) – miasto w prowincji Biskira, w Algierii. Miasto leży w pobliżu wąwozu znanego jako „Mouth of the Desert”, który mierzy 40 metrów długości, a jego ściany mają nawet 120 metrów wysokości.
W 2002 roku wraz z pasmem górskim Dżabal al-Auras oraz miejscowością Ghoufi zostało wpisane na listę informacyjną UNESCO.

## Galeria

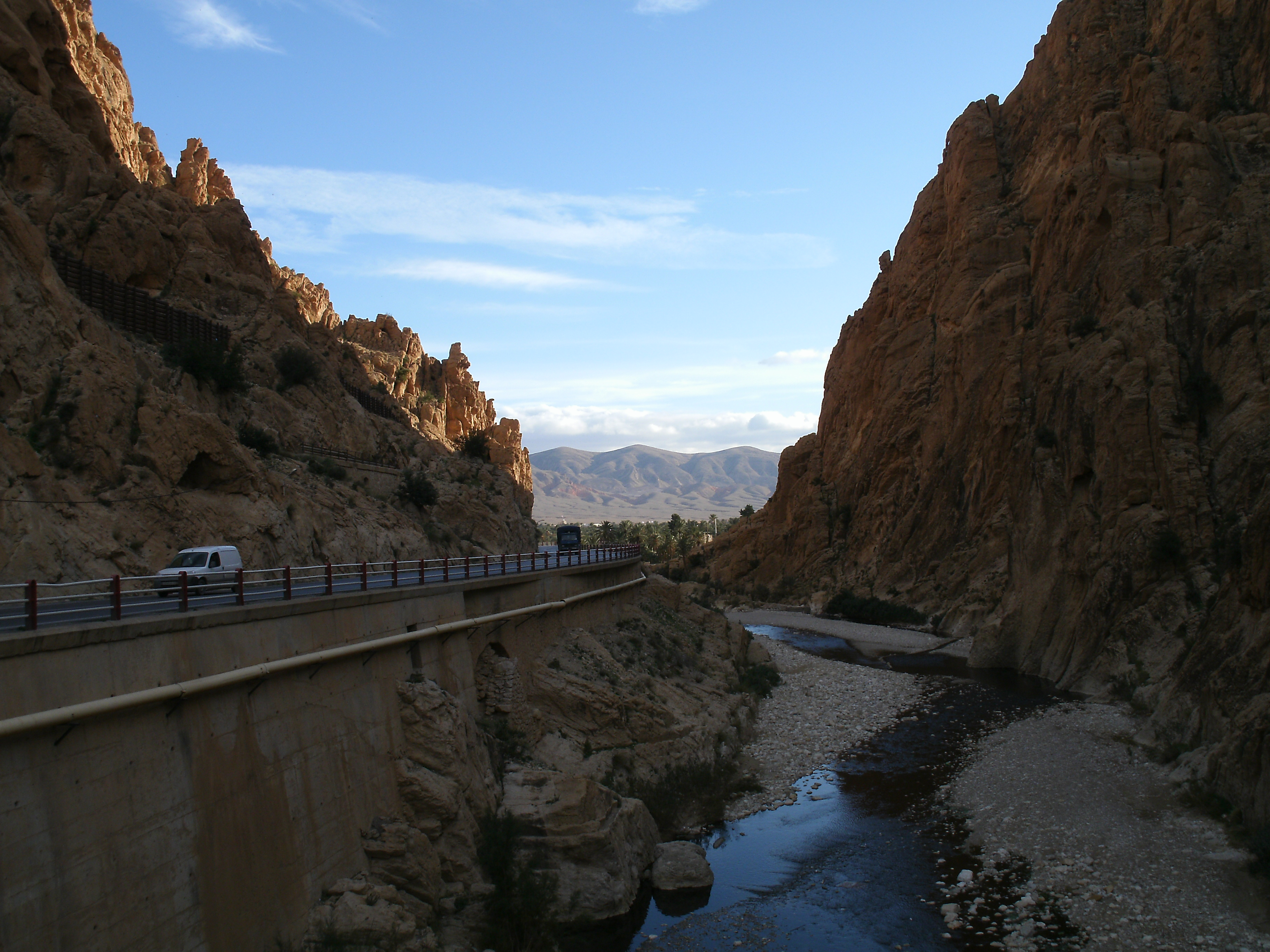
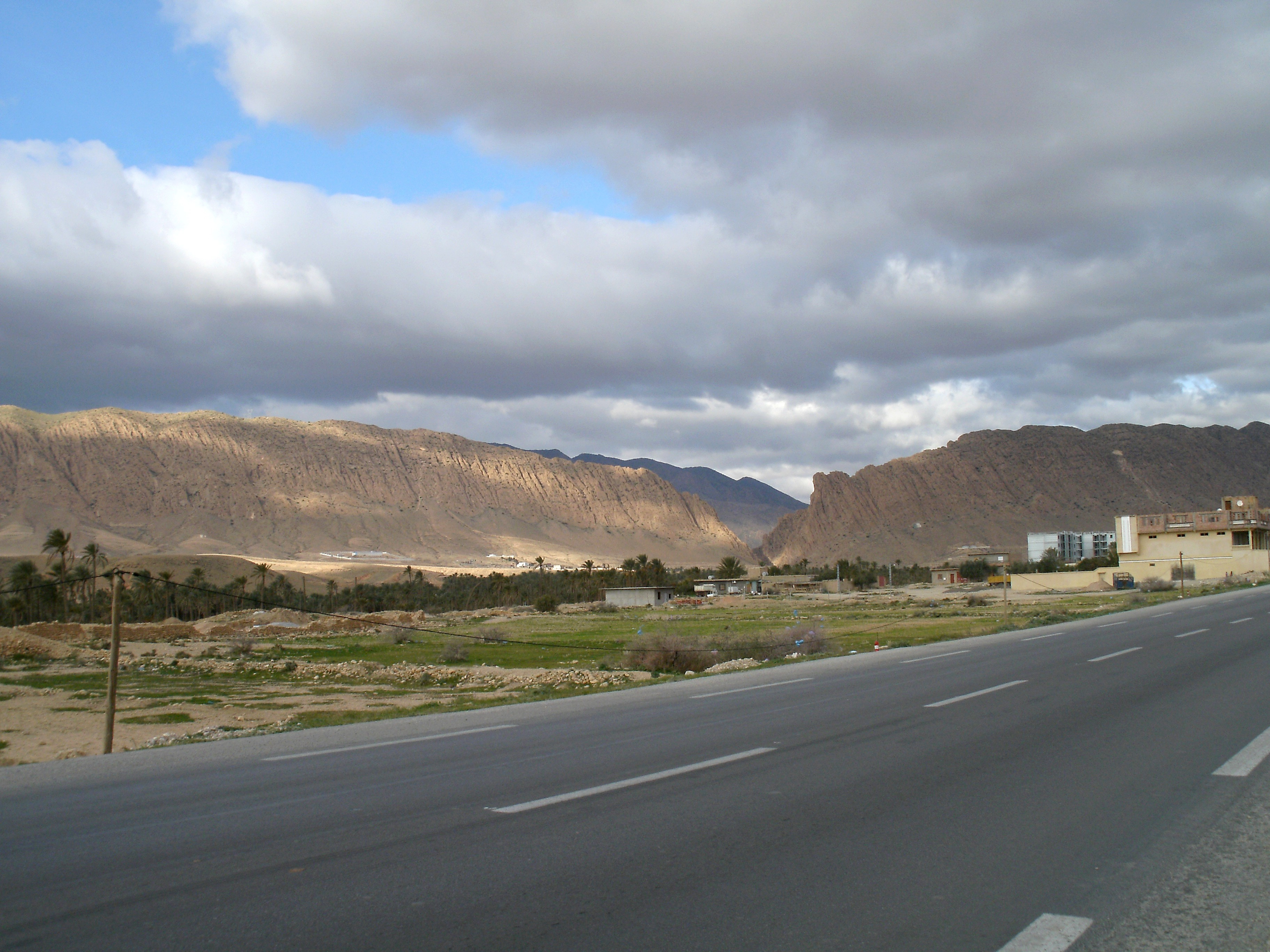
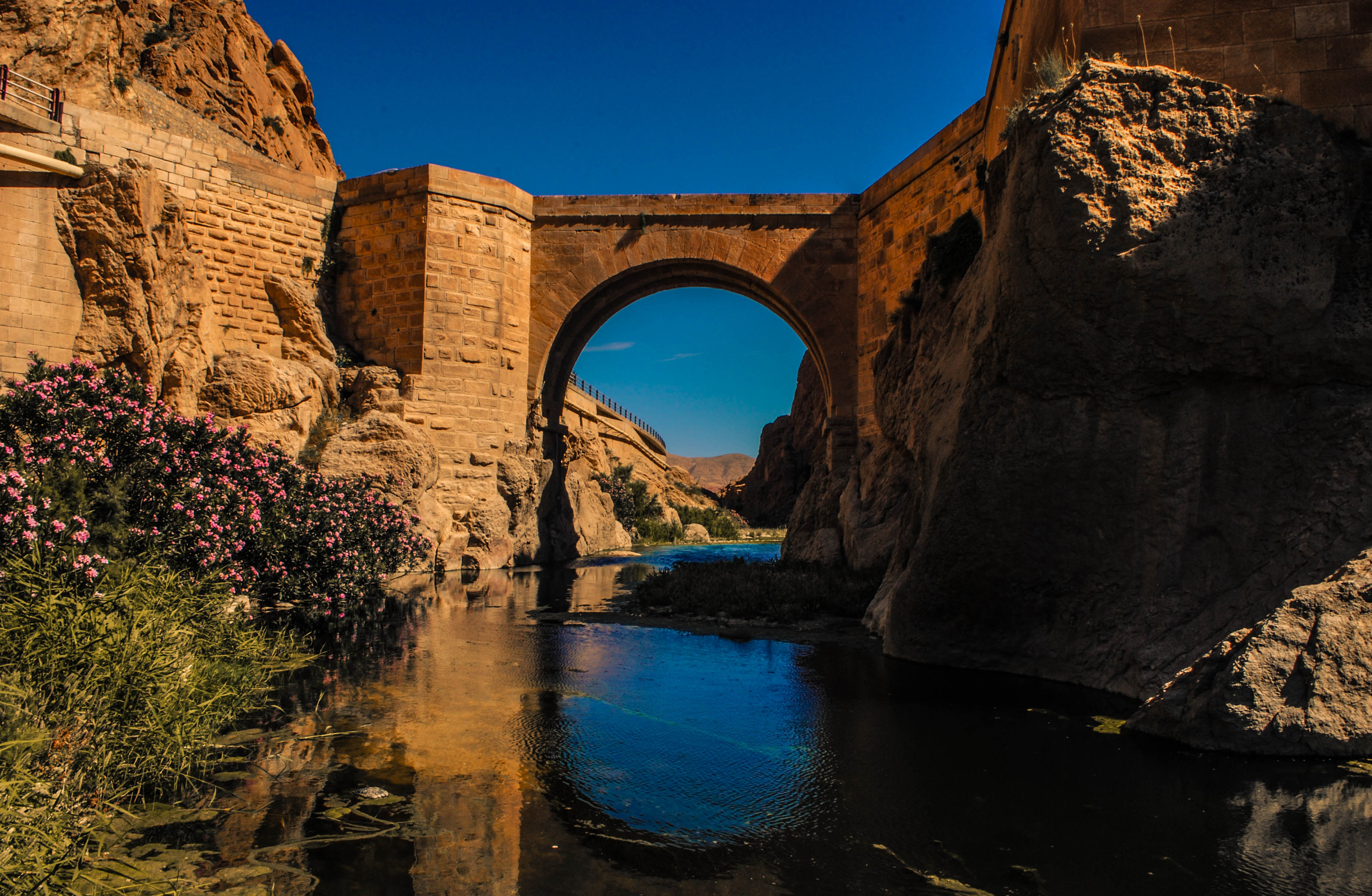
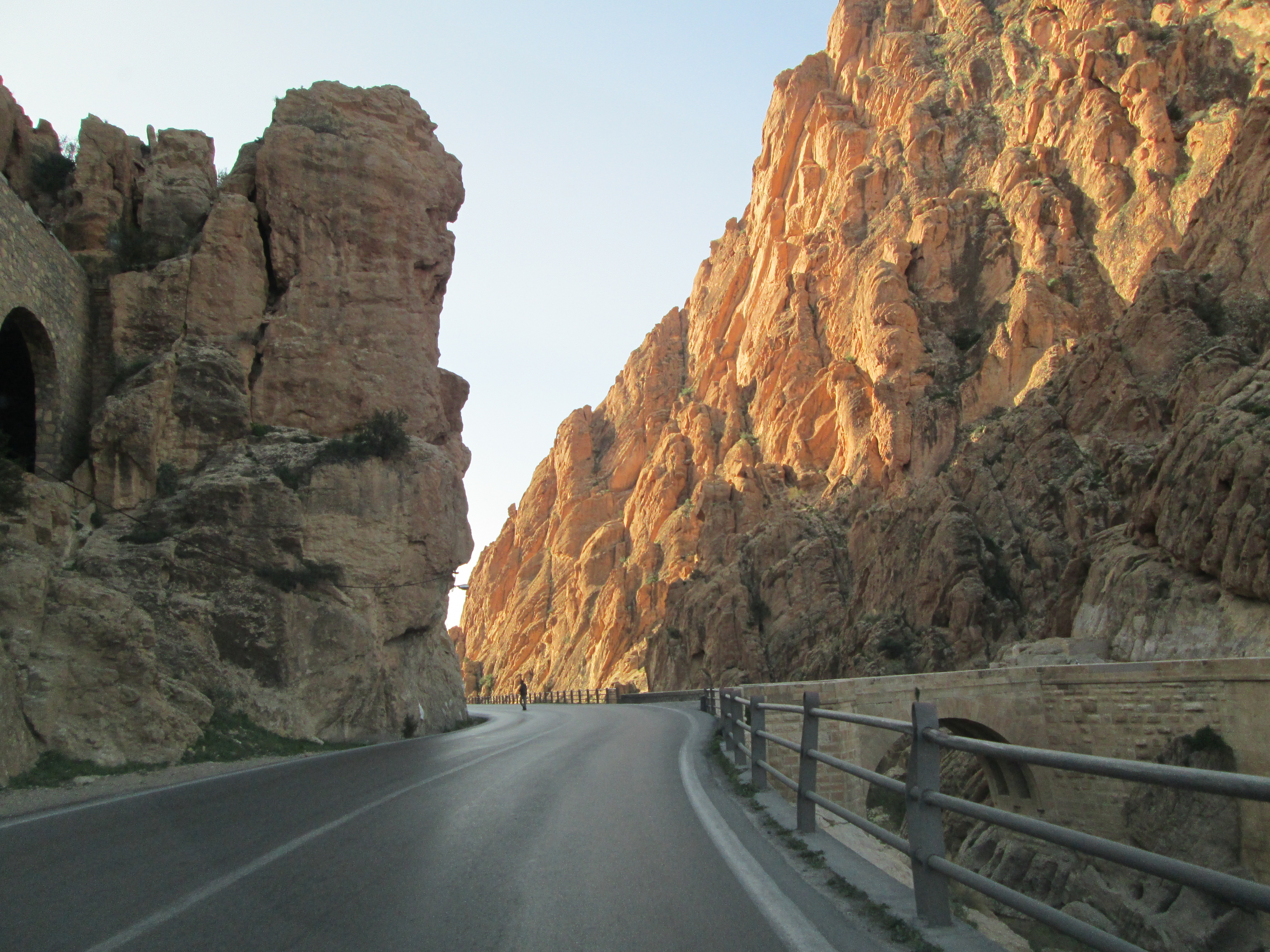
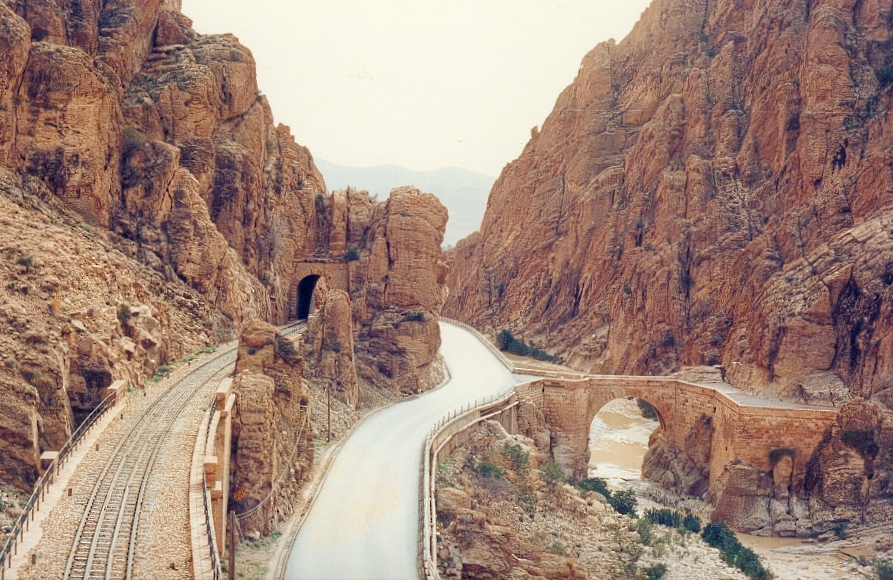

## Urodzeni w El Kantara
- Saïd Chengriha – algierski dowódca